# Nathan de Medina
Nathan de Medina (ur. 8 października 1997 w Mouscron) – belgijski piłkarz kabowerdeńskiego pochodzenia występujący na pozycji obrońcy w niemieckim klubie Arminia Bielefeld. Wychowanek Anderlechtu, w trakcie swojej kariery grał także w takich zespołach, jak  Oud-Heverlee Leuven oraz Royal Excel Mouscron. Młodzieżowy reprezentant Belgii.